# Championnats du monde de gymnastique rythmique 1994

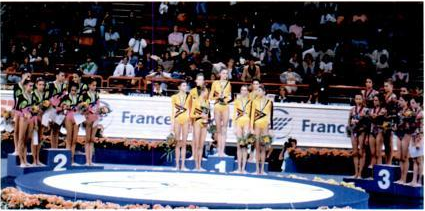
Podium par équipes.

Les XVIIIe championnats du monde de gymnastique rythmique se sont tenus à Paris en France du 6 au 9 octobre 1994.

## Épreuves individuelles

### Concours général individuel
| Rang | Nation | Gymnaste           | Total  |
| ---- | ------ | ------------------ | ------ |
| 1    |        | Maria Petrova      | 38.900 |
| 2    |        | Larissa Lukianenko | 38.850 |
| 2    |        | Amina Zaripova     | 38.850 |

### Ballon
| Rang | Nation | Gymnaste                 | Points |
| ---- | ------ | ------------------------ | ------ |
| 1    |        | Ekaterina Serebrianskaya | 9.875  |
| 1    |        | Elena Vitrichenko        | 9.875  |
| 3    |        | Maria Petrova            | 9.825  |
| 4    |        | Amina Zaripova           | 9.800  |
| 5    |        | Olga Gontar              | 9.725  |
| 6    |        | Eva Serrano              | 9.650  |
| 7    |        | Larissa Lukianenko       | 9.200  |
| 8    |        | Diana Popova             | 8.875  |

### Cerceau
| Rang | Nation | Gymnaste                 | Points |
| ---- | ------ | ------------------------ | ------ |
| 1    |        | Larissa Lukianenko       | 9.875  |
| 1    |        | Maria Petrova            | 9.875  |
| 1    |        | Ekaterina Serebrianskaya | 9.875  |
| 4    |        | Elena Vitrichenko        | 9.825  |
| 5    |        | Olga Gontar              | 9.750  |
| 6    |        | Diana Petrova            | 9.575  |
| 7    |        | Eva Serrano              | 9.525  |
| 8    |        | Amina Zaripova           | 8.475  |

### Massues
| Rang | Nation | Gymnaste                 | Points |
| ---- | ------ | ------------------------ | ------ |
| 1    |        | Ekaterina Serebrianskaya | 9.900  |
| 2    |        | Maria Petrova            | 9.825  |
| 3    |        | Amina Zaripova           | 9.800  |
| 4    |        | Larissa Lukianenko       | 9.750  |
| 5    |        | Olga Gontar              | 9.700  |
| 5    |        | Elena Vitrichenko        | 9.700  |
| 7    |        | Eva Serrano              | 9.650  |
| 8    |        | Diana Popova             | 9.600  |

### Ruban
| Rang | Nation | Gymnaste                 | Points |
| ---- | ------ | ------------------------ | ------ |
| 1    |        | Ekaterina Serebrianskaya | 9.900  |
| 2    |        | Maria Petrova            | 9.850  |
| 2    |        | Amina Zaripova           | 9.850  |
| 2    |        | Elena Vitrichenko        | 9.850  |
| 5    |        | Larissa Lukianenko       | 9.800  |
| 6    |        | Olga Gontar              | 9.700  |
| 6    |        | Yanina Batyrchina        | 9.700  |
| 8    |        | Eva Serrano              | 9.225  |

## Ensembles

### Concours général
| Rang | Nation      | 6 Cordes | 4 Cerceaux, 2 Massues | Total  |
| ---- | ----------- | -------- | --------------------- | ------ |
| 1    | Russie      | 19.425   | 19.500                | 38.925 |
| 2    | Espagne     | 19.350   | 19.350                | 38.700 |
| 3    | Bulgarie    | 19.425   | 19.250                | 38.675 |
| 4    | Biélorussie | 19.100   | 19.150                | 38.250 |
| 5    | Japon       | 19.100   | 19.025                | 38.125 |
| 6    | Chine       | 19.000   | 18.850                | 37.850 |
| 6    | France      | 19.100   | 18.750                | 37.850 |
| 8    | Grèce       | 18.925   | 18.850                | 37.775 |

### 6 Cordes
| Rang | Nation      | Total  |
| ---- | ----------- | ------ |
| 1    | Russie      | 19.587 |
| 2    | Bulgarie    | 19.537 |
| 3    | Espagne     | 19.400 |
| 4    | France      | 19.200 |
| 5    | Japon       | 19.150 |
| 6    | Biélorussie | 19.075 |
| 7    | Chine       | 18.875 |
| 8    | Grèce       | 18.800 |

### 4 Cerceaux + 2 Massues
| Rang | Nation      | Total  |
| ---- | ----------- | ------ |
| 1    | Bulgarie    | 19.550 |
| 2    | Russie      | 19.400 |
| 3    | Espagne     | 19.325 |
| 4    | Biélorussie | 19.200 |
| 5    | Japon       | 19.125 |
| 6    | France      | 19.050 |
| 7    | Chine       | 19.000 |
| 8    | Grèce       | 18.825 |